# Frénouville
Frénouville és un municipi francès situat al departament de Calvados i a la regió de Normandia. L'any 2007 tenia 1.609 habitants.

## Demografia

### Població
El 2007 la població de fet de Frénouville era de 1.609 persones. Hi havia 582 famílies de les quals 95 eren unipersonals (28 homes vivint sols i 67 dones vivint soles), 198 parelles sense fills, 265 parelles amb fills i 24 famílies monoparentals amb fills.
La població ha evolucionat segons el següent gràfic:
Habitants censats

### Habitatges
El 2007 hi havia 604 habitatges, 586 eren l'habitatge principal de la família, 2 eren segones residències i 16 estaven desocupats. 596 eren cases i 6 eren apartaments. Dels 586 habitatges principals, 486 estaven ocupats pels seus propietaris, 97 estaven llogats i ocupats pels llogaters i 3 estaven cedits a títol gratuït; 2 tenien una cambra, 21 en tenien dues, 53 en tenien tres, 154 en tenien quatre i 355 en tenien cinc o més. 490 habitatges disposaven pel capbaix d'una plaça de pàrquing. A 219 habitatges hi havia un automòbil i a 335 n'hi havia dos o més.

### Piràmide de població
La piràmide de població per edats i sexe el 2009 era:
| Homes | Edats   | Dones |
| ----- | ------- | ----- |
| 0     | 95 o +  | 0     |
| 0     | 90 a 94 | 8     |
| 0     | 85 a 89 | 4     |
| 0     | 80 a 84 | 8     |
| 16    | 75 a 79 | 28    |
| 16    | 70 a 74 | 12    |
| 36    | 65 a 69 | 32    |
| 32    | 60 a 64 | 28    |
| 32    | 55 a 59 | 52    |
| 56    | 50 a 54 | 40    |
| 76    | 45 a 49 | 56    |
| 56    | 40 a 44 | 52    |
| 44    | 35 a 39 | 76    |
| 32    | 30 a 34 | 60    |
| 44    | 25 a 29 | 32    |
| 52    | 20 a 24 | 28    |
| 60    | 15 a 19 | 60    |
| 68    | 10 a 14 | 40    |
| 100   | 5 a 9   | 56    |
| 48    | 0 a 4   | 44    |

## Economia
El 2007 la població en edat de treballar era de 1.069 persones, 802 eren actives i 267 eren inactives. De les 802 persones actives 738 estaven ocupades (374 homes i 364 dones) i 65 estaven aturades (25 homes i 40 dones). De les 267 persones inactives 103 estaven jubilades, 115 estaven estudiant i 49 estaven classificades com a «altres inactius».

### Ingressos
El 2009 a Frénouville hi havia 592 unitats fiscals que integraven 1.602,5 persones, la mediana anual d'ingressos fiscals per persona era de 18.150 €.

### Activitats econòmiques
Dels 32 establiments que hi havia el 2007, 2 eren d'empreses extractives, 1 d'una empresa alimentària, 9 d'empreses de construcció, 4 d'empreses de comerç i reparació d'automòbils, 3 d'empreses de transport, 2 d'empreses d'hostatgeria i restauració, 1 d'una empresa financera, 4 d'empreses de serveis, 4 d'entitats de l'administració pública i 2 d'empreses classificades com a «altres activitats de serveis».
Dels 13 establiments de servei als particulars que hi havia el 2009, 1 era un taller de reparació d'automòbils i de material agrícola, 4 guixaires pintors, 1 fusteria, 3 lampisteries, 1 empresa de construcció, 2 perruqueries i 1 restaurant.
Dels 2 establiments comercials que hi havia el 2009, 1 era un supermercat i 1 una botiga de menys de 120 m².
L'any 2000 a Frénouville hi havia 9 explotacions agrícoles que ocupaven un total de 852 hectàrees.

## Equipaments sanitaris i escolars
El 2009 hi havia 1 escola maternal i 1 escola elemental.

## Poblacions més properes
El següent diagrama mostra les poblacions més properes.